# جين ساكي
جينيفر رين ساكي (بالإنجليزية: Jennifer Rene Psaki)‏ أو جين ساكي (بالإنجليزية: Jen Psaki)‏ وهي الناطق الرسمي باسم البيت الأبيض سابقاً، ووزارة الخارجية الأمريكية وباسم الرئيس الأمريكي باراك أوباما سابقًا. ولدت في سنة 1978 في مدينة ستامفورد، كونيتيكت في ولاية كونيتيكت في الولايات المتحدة وهي من أصل يوناني بولندي مشترك تخرجت من كلية وليام و ماري في ويليامزبرغ.

## وصلات خارجية
- جين ساكي على تويتر